# Chroococcidiopsis
Espèce
Chroococcidiopsis est l'une des cyanobactéries les plus extrémophiles connues. Il s’agit d’un genre de bactérie photosynthétique de forme coccoïdale. Bien qu’il existe une diversité d’espèces et de souches cultuivées au sein de ce genre affichant une certaine diversité de phénotypes, certains membres du genre sont connus pour leur capacité à survivre dans des conditions environnementales difficiles, telles que des températures élevées et faibles, des rayonnements ionisants ou encore une salinité élevée. Ces cyanobactéries sont ainsi qualifiés d'extrémophiles.

## Résistance à la dessiccation
La capacité de Chroococcidiopsis à résister à la dessiccation dans des environnements arides est due en partie au fait qu'elle colonise la face inférieure des roches translucides. En effet, la face inférieure de ces roches fournit suffisamment d'humidité condensée pour leur croissance, et dans le même temps la nature translucide de la roche laisse pénétrer juste assez de lumière pour atteindre les cellules afin qu'elles puissent opérer leur photosynthèse.

## Colonisation de Mars
En raison de sa résistance aux conditions environnementales difficiles, en particulier aux basses températures, à la faible humidité et à sa tolérance aux radiations, on pense que Chroococcidiopsis est capable de vivre sur Mars. Les scientifiques ont spéculé sur la possibilité d'introduire Chroococcidiopsis dans l'environnement martien afin de contribuer à la formation d'un environnement aérobie. En plus de la production d'oxygène, Chroococcidiopsis pourrait contribuer à la formation de sol à la surface de Mars. En effet, sur Terre, le sol est formé par la décomposition de la matière organique, qui est absente sur Mars. Ainsi, la décomposition des microbes eux-mêmes fournirait la matière organique nécessaire. Le sol et l'oxygène produits par ces organismes pourraient un jour fournir les conditions nécessaires à l'agriculture sur Mars, permettant peut-être ainsi à des civilisations humaines de s'installer de façon permanente sur la planète,. À plus court terme, des cyanobactéries telles que Chroococcidiopsis pourraient être utilisées dans des systèmes fermés pour produire des ressources destinées à des avant-postes habités sur Mars sans altérer la surface ou l'atmosphère de la planète. 
Une mission spatiale appelée EXPOSE-R2 a été lancée le 24 juillet 2014 à bord du cargo spatial russe Progress M-24M (en) et a été rattachée le 18 août 2014 à l'extérieur de l'ISS au module russe Zvezda. L'expérience comprend des échantillons de Chroococcidiopsis qui seront exposés à une atmosphère martienne simulée, à des rayons UV et à des températures extrêmes.